# Fidenzio Volpi
Fidenzio Volpi OFMCap (* 1939 oder 1940; † 7. Juni 2015) war ein italienischer Kapuziner. Er war Generalsekretär der italienischen Ordensoberenkonferenz (CISM) und vom 11. August 2013 bis zu seinem Tod Apostolischer Kommissar für die Franziskaner der Immakulata.

## Schriften
- Provocati dal giubileo, i consacrati ripartono (2001)
- Appassionatamente suoi... Per un'esistenza «eucaristica» (2005)
- L'eucaristia guarigione del nostro amore (2005)
- Testimoni di Cristo risorto perché portatori di speranza (2007)
- A servizio di Cristo e della sua Chiesa (2007)
- Il pluralismo religioso e culturale della società italiana (2008)
- Il cuore della legge e le leggi del cuore (2008)